# マラソンテクノロジーズ
Marathon Technologies Corp. DECのVAXftフォールトトレラントシステムの開発を担当していた上級管理者とエンジニアによって設立された。開発チームはその経験を活かして、複数のWindows/Intelサーバを単一フォールトトレラントシステムとして稼動させることができる最初のソフトウェアおよびネットワーキング技術を開発した。
マラソンテクノロジーズの製品everRunは2004年に標準的な市販のx86の2台のサーバー上にWindows Server 2003およびWindowsアプリケーションを何ら変更せずに移行させるソフトウェアだけのテクノロジーを提供した。
2007年に仮想サーバ環境へ連続可用性をもたらす手段として、v-Availableを発表した。
2008年には Citrix XenServerのフォールトトレラント、高可用性を提供するeverRun 2GとeverRun VMが出荷された。
2010年にはマルチコアとマルチプロセッサの両方をサポートし、アプリケーションの高可用性を提供するeverRun MXが出荷された。
マラソンテクノロジーズはアメリカ合衆国マサチューセッツ州リトルトンに本社を置き、
日本を含めヨーロッパ、アジアに拠点を展開している。